# Рак молочной железы
Рак моло́чной железы́ — злокачественная опухоль железистой ткани (Аденокарцинома) молочной железы. Многофакторное заболевание, развитие которого связано с изменением генома клетки под воздействием внешних причин и гормонов. Является самым распространённым в мире раковым заболеванием среди женщин, но также иногда встречается у мужчин.

## Исторические описания
Рак молочной железы является одной из самых изученных и изучаемых форм рака. Древнейшее из известных описаний рака молочной железы (хотя сам термин «рак» ещё не был известен и не использовался) было найдено в Египте и датируется примерно 1600 годом до н. э. Так называемый «Папирус Эдвина Смита» описывает 8 случаев опухолей или изъязвлений молочной железы, которые были подвергнуты лечению прижиганием огнём. Текст гласит: «От этой болезни нет лечения; она всегда приводит к смерти».
В течение многих столетий врачи описывали подобные случаи в своей практике с тем же печальным заключением. Никаких сдвигов в лечении рака молочной железы не происходило до тех пор, пока в XVII веке врачи не добились лучшего понимания работы кровеносной и лимфатической систем организма и смогли понять, что рак молочной железы распространяется (метастазирует) по лимфатическим путям и в первую очередь поражает ближайшие — подмышечные — лимфатические узлы. Французский хирург Жан-Луи Пети (1674—1750) и вскоре после него шотландский хирург Бенджамин Белл (1749—1806) были первыми, кто догадался удалять при раке молочной железы не только саму молочную железу, но и ближайшие лимфатические узлы и подлежащую грудную мышцу. Их успешная работа была подхвачена Уильямом Стюартом Холстедом (1852—1922), который в 1882 году ввёл в широкую медицинскую практику технически усовершенствованный вариант этой операции, которую он назвал «радикальной мастэктомией». Операция стала настолько популярной при раке молочной железы, что даже получила название по имени своего изобретателя — «мастэктомия Холстеда» или «мастэктомия по Холстеду».

## Эпидемиология
Является самым распространённым в мире раковым заболеванием среди женщин, на которое приходится 16 % всех случаев заболевания раком среди них, общая заболеваемость раком молочной железы в Северной Америке — 99,4 на 100 000 женщин. Рак молочной железы иногда встречается и у мужчин — 1 случай на 10 000 представителей.
По оценкам экспертов ВОЗ, в мире ежегодно регистрируют от 800 тыс. до 1 млн новых случаев заболевания раком молочной железы. По числу смертей от рака у женщин эта разновидность рака занимает второе место. Наиболее высока заболеваемость в США и Западной Европе; в России в 2005 году было выявлено 49 548 новых случаев заболевания (19,8 % всех видов опухолей у женщин), а число умерших составило 22 830. В 2010 году рак молочной железы занимал 1-е место как в структуре заболеваемости женского населения России злокачественными новообразованиями (20,5 %), так и в структуре смертности от таких заболеваний (17,2 %); при этом число впервые выявленных случаев рака молочной железы выросло до 57 241.
За резкое увеличение количества случаев рака молочной железы в развитых странах после 1970-х годов считают частично ответственным изменившийся стиль жизни населения этих стран (в частности то, что в семьях стало меньше детей и сроки грудного вскармливания сократились)[уточнить]. Во многом наблюдающееся в последнее время в развитых странах возрастание числа онкологических больных связано также с обогащением популяции всё более пожилыми людьми. При этом риск развития рака молочной железы в возрасте после 65 лет в 5,8 раза выше, чем до 65 лет, и почти в 150 раз выше, чем в возрасте до 30 лет.

## Этиология и факторы риска
Вопросы этиологии рака молочной железы в настоящее время исследованы недостаточно. В отличие от рака лёгкого или рака мочевого пузыря, ни один из канцерогенов окружающей среды не удаётся убедительно связать с провокацией РМЖ. Основные факторы риска развития рака молочной железы следующие: курение (особенно, если оно начато в юном возрасте); раннее менархе; поздняя менопауза (после 55 лет); отягощённый семейный анамнез (онкозаболевания у кровных родственников); больные, леченные по поводу рака женских половых органов; ожирение; сахарный диабет; гипертоническая болезнь; злоупотребление алкоголем; употребление экзогенных гормонов — при непрерывном употреблении экзогенных гормонов с целью контрацепции или лечения — более 10 лет.
В ряде случаев рак молочной железы предстаёт как классическое наследственное заболевание. Наиболее выраженными генетическими факторами предрасположенности к раку молочной железы исследователи считают гены BRCA1 (№ NM_007294 в базе данных GenBank) и BRCA2 (№ NM_007294 в GenBank); вклад наследственных мутаций в этих генах в частоту наследственный заболеваний раком молочной железы — около 20 %. Подобную роль играют и гены ATM, TP53 (ген белка p53), PTEN. В настоящее время исследована экспрессия различных генов в опухолях молочной железы и выделены различные молекулярные типы опухоли. Клинически, они имеют существенно различный риск развития метастазов и требуют различной терапии. Коллекция данных по экспрессии 17 816 генов в опухолях молочной железы доступна онлайн и используется не только для медико-биологических исследований, но и как ставший классическим тестовый пример для визуализации и картографии данных. В исследованиях Института медицинских исследований Гарвана в Австралии обнаружено, что развитию метастазов опухоли молочной железы и прогрессированию рака способствует белок ELF5.
Грудное вскармливание снижает риск развития рака молочной железы, особенно систематическое (продолжительными периодами).
По результатам исследований, проведённых в 2010-х годах в Калифорнийском университете в Беркли, удалось выявить дополнительный фактор риска рака молочной железы, которым оказался вирус лейкоза коров (BLV). Исследователями допускается, что наличие в организме человека этого вируса связано с риском рака молочной железы больше, чем традиционные факторы риска: ожирение, употребление алкоголя и приём гормональных препаратов в постменопаузе. На 2015 год была доказана лишь связь между раком молочной железы и присутствием BLV в организме. Является ли вирус причиной развития опухоли, неизвестно.
Согласно исследованию учёных из Университета Тафтса, риск развития повышает бисфенол А (BPA), содержащийся в пищевом пластике.

## Классификация

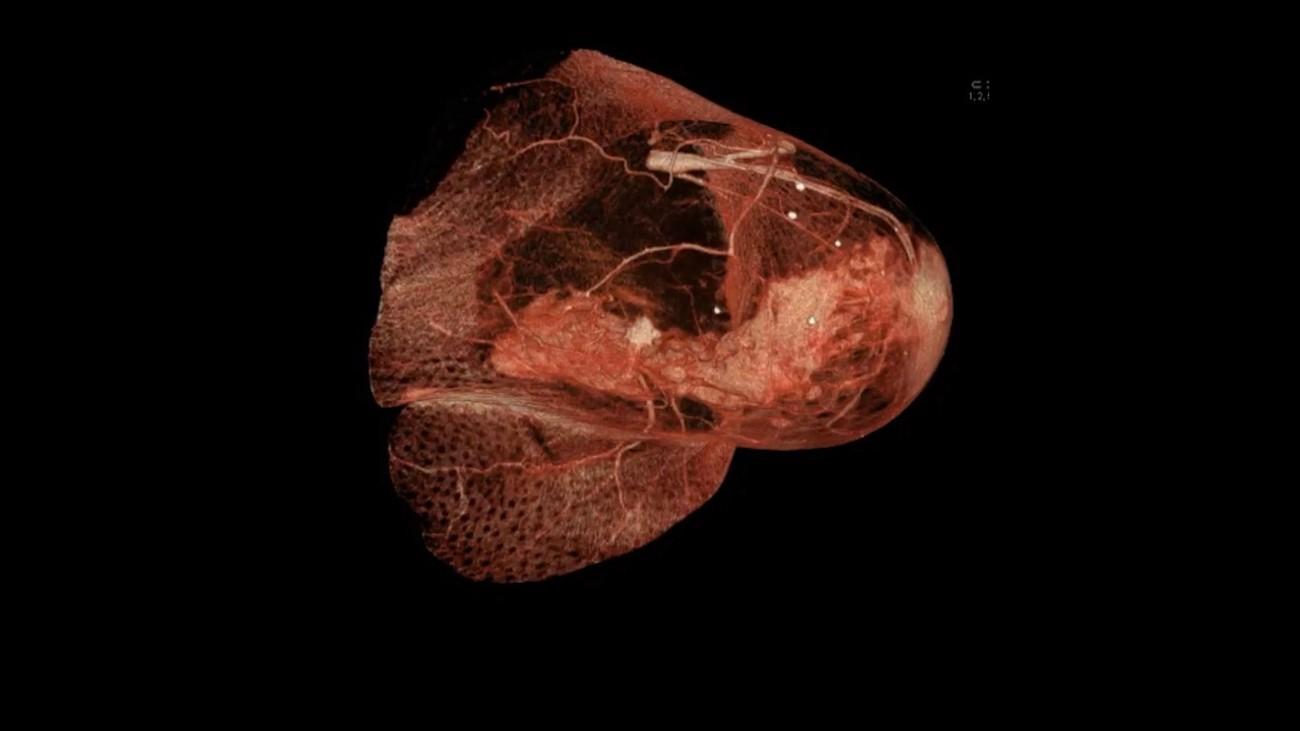
Раковая опухоль на снимке компьютерной томографии груди

### Классификация TNM

#### Т — первичная опухоль
- ТХ — первичная опухоль недоступна оценке.
- Т0 — нет признаков первичной опухоли.
- Tis — рак in situ:
  - Тis (DCIS) — протоковая карцинома in situ;
  - Тis (LCIS) — дольковая карцинома in situ;
  - Тis (Paget) — болезнь Педжета соска, не связанная с инвазивной карциномой в подлежащей паренхиме молочной.
- Т1 — опухоль до 2 см.
- Т2 — опухоль от 2 см до 5 см.
- Т3 — опухоль более 5 см.
- Т4 — опухоль любого размера с распространением на грудную стенку, кожу (изъязвление или узелки на коже).

#### N — регионарные лимфатические узлы
- NХ — регионарные лимфатические узлы не могут быть оценены.
- N0 — нет метастаз в регионарных лимфатических узлах.
- N1 — метастазы в подмышечных лимфатических узлах I, II уровня не спаянные между собой.
- N2 — а) метастазы в подмышечных лимфатических узлах I, II уровня спаянные между собой; b) клинически определяемый внутренний маммарный лимфатический узел при отсутствии клинических признаков метастазов в подмышечных лимфатических узлах.
- N3 — а) метастазы в подключичных лимфатических узлах III уровня; b) метастазы во внутренних маммарных и подмышечных лимфатических узлах; метастазы в надключичных лимфатических узлах.

#### М — отдалённые метастазы
- М0 — отдалённые метастазы не определяются.
- М1 — имеются отдалённые метастазы.

### Гистологические типы РМЖ
В гистологическом плане среди раковых опухолей молочной железы выделяют следующие типы:
- Протоковая карцинома ''in situ''[англ.]
- Дольковая карцинома ''in situ''[англ.]
- Комедокарцинома[англ.]
- Инвазивный протоковый рак[исп.]
- Инвазивный дольковый рак[исп.]
- Воспалительный рак молочной железы[англ.]
- Тубулярная карцинома
- Рак с остеокластоподобными клетками
- Аденокистозный рак
- Секреторная карцинома (ювенильный рак)
- Кистозная гиперсекреторная карцинома
- Апокринный рак
- Рак с признаками эндокринного новообразования (первичная карциноидная опухоль, апудома)
- Синдром наследственного рака молочной железы и яичников[англ.]

#### Редкие формы
Доля редких форм РМЖ составляет около 10 % от всех случаев. К редким формам можно отнести:
- тубулярный,
- папиллярный,
- медуллярный[англ.],
- криброзный,
- коллоидный (слизистый рак, перстневидно-клеточный рак),
- метапластический (плоскоклеточный рак),
- рак Педжета[англ.].

Случаи этого вида рака у мужчин составляют менее 1 % от общего количества больных данным заболеванием.

### Молекулярная таксономия РМЖ
В последние годы развивается молекулярная таксономия рака молочной железы, позволившая выделить в рамках данного заболевания четыре основных молекулярных подтипа. Эти подтипы отличаются друг от друга характерными наборами молекулярных маркеров и фактически представляют собой разные болезни — с различной этиологией, молекулярным патогенезом и прогнозом, требующие специфических терапевтических подходов. Указанные подтипы опухолей различаются, во-первых, тем, какие цитокератины в них экспрессируются (базальные или люминальные), а во-вторых — наличием или отсутствием амплификации гена HER2. Приведём перечень этих подтипов (указывая в скобках частоту, с которой они встречаются):
- Люминальный подтип A (30—45 %): эстроген-зависимые малоагрессивные опухоли, избытка экспрессии рецепторов белка HER2 нет, наилучший прогноз;
- Люминальный подтип B (14—18 %): эстроген-зависимые агрессивные опухоли, выражена амплификация онкогена HER2, значительно худший прогноз;
- HER2-позитивный подтип (8—15 %): эстроген-независимые агрессивные опухоли, выражена амплификация онкогена HER2, повышенная вероятность негативного исхода заболевания;
- «Triple negative» подтип (27—39 %): эстроген-независимые агрессивные опухоли, избытка экспрессии рецепторов белка HER2 нет, наихудшие показатели выживаемости.

## Симптомы
Рак молочной железы на ранних стадиях (1-й и 2-й) протекает бессимптомно и не причиняет боли. Могут иметь место очень болезненные месячные, боли в молочных железах при мастопатии. Обычно рак молочной железы обнаруживают до явного появления непосредственных симптомов опухоли — либо на маммографии, либо женщина чувствует появление уплотнения в груди. Любое новообразование необходимо пунктировать для выявления раковых клеток. Наиболее точная диагностика происходит по результатам трепан-биопсии под контролем УЗИ. Много случаев диагностики болезни лишь на 3-й и 4-й стадиях, когда опухоль уже видна невооружённым глазом, имеет вид язвы или большой шишки. Может появиться не исчезающее в течение менструального цикла уплотнение в подмышечной ямке или над ключицей: эти симптомы свидетельствуют о поражении лимфоузлов, то есть метастазах в лимфоузлы, явно выражающихся уже на поздних стадиях. Болевой синдром связан с прорастанием опухоли в грудную стенку.
Прочие симптомы поздних (III—IV) стадий:
- Прозрачные или кровянистые выделения из груди
- Втяжение соска в связи с прорастанием опухоли в кожу
- Изменение цвета или структуры кожи груди в связи с прорастанием опухоли в кожу.

## Диагностика
Регулярное посещение врача-маммолога — специалиста в области заболеваний молочных желёз (не реже одного раза в 1—2 года).
Всем женщинам старше 20 лет ранее рекомендовалось ежемесячно проводить самостоятельное обследование молочной железы. Женщинам старше 40—50 лет необходимо каждые 1—2 года (даже при отсутствии жалоб) проводить маммографические обследования.
Женщинам любого возраста с выявленными заболеваниями молочных желёз показана маммография с целью дифференциальной диагностики с использованием ультразвуковых, патоморфологических методик, в том числе интервенционной радиологии.

### Самостоятельное обследование молочных желёз
Согласно метаанализу, опубликованному в Cochrane Collaboration, два больших исследования, проведённые в России и Китае, не выявили положительного эффекта при самостоятельном обследовании молочных желёз с целью ранней диагностики рака молочной железы. Результаты исследований указали на возможность повышенного риска в связи с увеличением количества биопсий молочной железы.

### Сигналы тревоги
Сигналы тревоги рака молочной железы:
- наличие уплотнений или опухолевидных образований в одной или обеих молочных железах;
- выделения из соска любого характера, не связанные с беременностью или лактацией;
- эрозии, корочки, чешуйки, изъязвления в области соска, ареолы;
- беспричинно возникающая деформация, отёк, увеличение или уменьшение размеров молочной железы;
- увеличение подмышечных или надключичных лимфоузлов.

Выявление врачом хотя бы одного из указанных «сигналов тревоги» требует срочного (в молодом возрасте от 1-й до 4-й стадии может пройти всего несколько месяцев) направления больной к онкологу-маммологу терапевтом или маммологом в онкологический диспансер, где должны быть проведены УЗИ и пункция. Затем по результатам назначается либо операция с последующей химиотерапией, либо сначала химиотерапия с последующей операцией. Велик процент невнимательного (или задерживающего) отношения медицинского персонала на районном уровне к новообразованиям, в результате чего злокачественная опухоль диагностируется на поздних (3-4 стадиях). От времени обращения до дня УЗИ может пройти месяц, а это недопустимо. Не стоит полагаться на то, что опухоль может быть доброкачественной. Быстрое обследование в медицинском учреждении поможет сохранить жизнь.
Скрининг рака молочной железы проводится при физикальном обследовании молочной железы врачом любой специальности ежегодно, а также ежемесячного самообследования молочных желёз. Маммография проводится женщинам от 35 до 50 лет раз в 2 года (при отягощённом личном и семейном анамнезе — 1 раз в год), женщинам после 50 лет — ежегодно.
Профилактика рака молочной железы заключается в устранении факторов, способствующих его развитию, а также в оптимальной диспансеризации женщин с гиперпластическими процессами и своевременном адекватном их лечении, включая оперативные методы.
Диагностика данного заболевания должна быть комплексная. Методами исследования являются: УЗИ молочных желёз, пункция новообразования и трепан-биопсия под контролем УЗИ, МРТ, маммография, компьютерная томография груди, термомаммография — устаревший метод. Велика роль анализа крови на онкомаркер. Для установления типа опухоли делают гистологическое исследование тканей. В последние годы широко набирает обороты цифровая контрастная маммография, которая проводится как обычная маммография, перед проведением которой пациенту внутривенно вводится йодсодержащее рентгеноконтрастное вещество, по картине накопления которого врач может оценить характер выявленных изменений. Для проведения данного обследования требуется цифровой маммограф и соответствующее программное обеспечение.

### Дифференциальная диагностика
1. Дисгормональные заболевания
- Мастодиния (основные отличия: выраженный болевой синдром, невроз, связь с предменструальным периодом, чаще поражаются обе молочные железы у нерожавших).
- Мастопатия
- Гинекомастия

2. Доброкачественные опухоли
- Фиброаденома
- Липома
- Внутрипротоковая папиллома (наблюдаются кровянистые или обильные серозные выделения из одного протока)

3. Острый гнойный мастит

## Принципы лечения

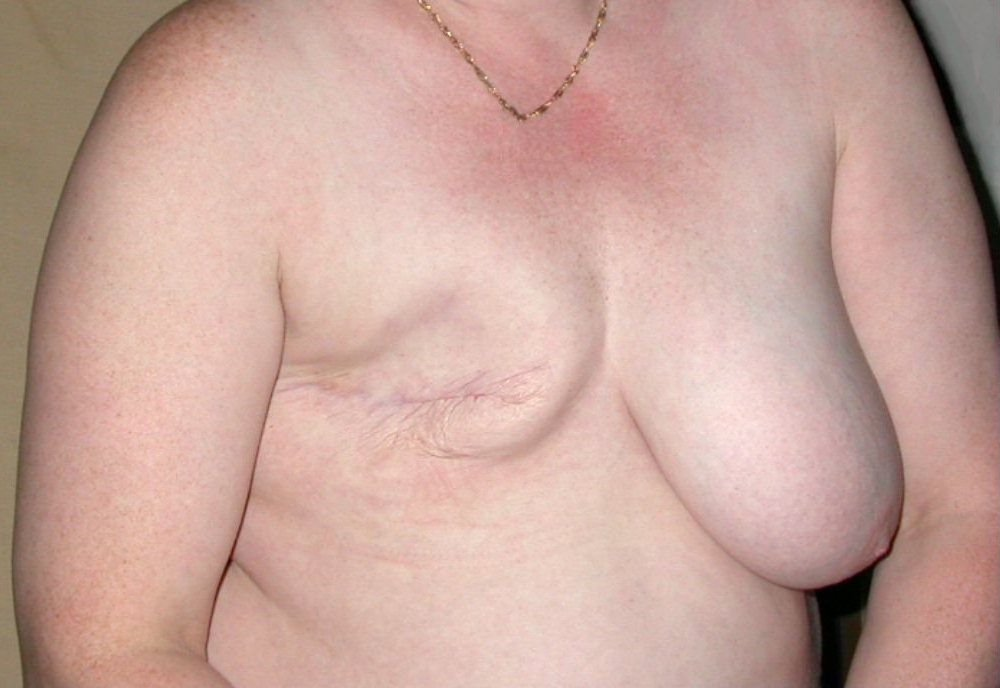
Женская грудь после мастэктомии

Методы лечения рака молочной железы включают в себя хирургическое лечение, лучевую терапию, а также лекарственное лечение: гормонотерапию, химиотерапию и таргетную терапию.
Лекарственное лечение рака молочной железы подразделяется на неоадъювантное и адъювантное. Неоадъюватное лечение проводится до хирургической операции для уменьшения опухоли при первично неоперабельном инвазивном раке молочной железы, а адъювантное — после хирургического лечения с целью снижения риска рецидива и смерти.
Как и при других онкологических заболеваниях, в случае метастатирующей опухоли может проводится паллиативное лечение, при котором уничтожается основная опухоль, но остаются метастазы. Когда опухоль не имеет метастазов, проводится циторедуктивное лечение, направленное на уничтожение всех опухолевых клеток.
- Хирургическое лечение остаётся ведущим методом лечения рака молочной железы (остальные методы лечения, как правило, применимы при локализованном процессе). В большинстве случаев выполняется мастэктомия — хирургическое удаление всей молочной железы (весьма часто — наряду с окружающими тканями); профилактическая мастэктомия показана пациенткам, у которых диагностированы мутации в BRCA1 и BRCA2[24]. В последнее время при малом размере опухоли применяют также лампэктомию, когда удаляется только опухоль; однако такая операция остаётся травматичной, ведёт к деформации молочной железы, а её применимость ограничивается рядом жёстких требований.[источник не указан 1903 дня]
- Малоинвазивные методы На ранней стадии, пока размер опухоли не превышает нескольких сантиметров, возможно её удаление неинвазивными или малоинвазивными методами — необратимой электропорацией и несколькими видами абляций: радиочастотная, микроволновая, ультразвуковая, лазерная, фотодинамическая и криоабляция[англ.][23]. Криоабляция — относительно новый, разработанный в 2010-х годах метод уничтожения опухоли. При криоабляции, через небольшой надрез кожи к опухоли подводят криозонд, опухоль с несколькими миллиметрами окружающих тканей замораживается, и её удаляют[23][25][26][27]. Обычно в качестве хладагента используется жидкий аргон, а в 2019 году исследователи из Университета Джонса Хопкинса предложили существенно более дешёвый метод с углекислотой в качестве хладагента[25][28].
- Гормонотерапия. Для лечения рака молочной железы могут использоваться селективные модуляторы эстрогенных рецепторов, среди которых тамоксифен — один из наиболее часто назначаемых препаратов[29]. Также могут применяться ингибиторы ароматазы (эксеместан, анастрозол, летрозол) и аналоги гонадотропин-рилизинг гормона (гозерелин, бусерелин, лейпрорелин). Минимальная длительность гормональной терапии — 5 лет, а при наличии хотя бы одного фактора неблагоприятного прогноза — 10 лет[30]. У женщин в постменопаузе ингибиторы ароматазы оказались более эффективны, чем тамоксифен: реже возникал рецидив (примерно на 30 %), отмечалась более низкая смертность (примерно на 15 %)[31]. Летрозол по сравнению с анастрозолом более существенно уменьшает уровни эстрадиола и эстрона сульфата[32], содержание которых значительно выше у пациенток с ожирением, чем у больных с нормальной массой тела, что нужно учитывать при выборе препарата для пациенток с высоким значением индекса массы тела[33]. В 2023 году в США был одобрен элацестрант[англ.][34].
- Лучевая терапия обычно применяется как дополнение (адъювантная терапия) к хирургическому лечению и осуществляется после проведения мастэктомии или лампэктомии с целью уничтожения раковых клеток, которые могут остаться на месте удалённой опухоли, и снизить риск рецидива заболевания.
- Химиотерапия нацелена на подавление клеток опухоли химическими препаратами, к которым эти клетки особенно чувствительны. Может применяться до, после и вместо хирургического лечения (когда отсутствуют показания к хирургическому вмешательству). При химиотерапии рака молочной железы используют препараты абемациклиб[англ.], талазопариб[англ.], олапариб[англ.].[источник не указан 619 дней] Другие препараты: иксабепилон[англ.]

#### Таргетная терапия
- Таргетная терапия применяется по отношению к пациентам, у которых опухоль экспрессирует специфический ген HER2. Для такой терапии применяют трастузумаб — препарат моноклональных антител, способный блокировать активность гена HER2 в клетках опухоли молочной железы, замедляя рост данной опухоли. Обычно применяют либо в комбинации с химиотерапией, либо в виде адъювантной терапии после хирургического лечения рака молочной железы[35][36]. В последние годы для таргетной терапии HER2-позитивного рака молочной железы применяют также препараты лапатиниб, нератиниб[англ.][37], тукатиниб[англ.] и биоаналоги[38] трастузумаба.

- Моноклональные антитела: трастузумаб, пертузумаб, атезолизумаб, маргетуксимаб, датопотамаб дерукстекан.
- При прогрессировании люминального HER2-негативного рака, в первой линии гормонотерапии можно рассмотреть ингибиторы CDK 4/6 (палбоциклиб, разрешён в РФ с 2016 года, рибоциклиб) в обязательной комбинации с ингибиторами ароматазы или фулвестрантом. При прогрессировании на CDK 4/6 ингибиторах — переход на ингибитор PIK3 алпелисиб (на 10.2019 препарат не зарегистрирован в РФ и может использоваться лишь в научных протоколах в специализированных центрах, а не в рутинной практике). Алпелисиб с 2019 года применяется в США у пациентов с мутацией PIK3CA. Другие препараты: капивасертиб, инаволисиб.
- Конъюгаты: трастузумаб эмтанзин, трастузумаб дерукстекан, сацитузумаб говитекан.
- Проходят клинические испытания: патритумаб дерукстекан.

#### Адъювантная терапия бифосфонатами
Метастазы гормонзависимого рака молочной железы чаще всего выявляют в костях, в том числе в позвонках (следствием чего может стать их разрушение с повреждением спинного мозга). Поэтому пациенткам в менопаузе с гормон рецептор-позитивным раком молочной железы следует рассмотреть назначение бифосфонатов для уменьшения вероятности появления метастазов в костях. С этой целью рекомендуется внутривенное введение Золедроновой кислоты (4 мг в течение не менее 15 минут) каждые 6 месяцев на протяжении 3-5 лет или приём внутрь препарата Клодронат в ежедневной дозе 1600 мг продолжительностью 2-3 года. Адъювантная терапия бифосфонатами больным гормонозависимым раком молочной железы в менопаузе включена в утверждённые в 2017 г. Клинические рекомендации Ассоциации онкологов России.
После масштабных испытаний биологи Базельского университета выделили вещество, способное останавливать распространение метастазов при раке грудной клетке. Это вещество ингибирует Na +/K + ATPase и тем самым диссоциирует кластеры ЦОК (циркулирующие опухолевые клетки).

### Схемы паллиативной химиотерапии
- Капецитабин 2000—2500 мг / м2 внутрь в 1‑й-14‑й дни каждые 3 нед.
- Винорелбин 25 мг / м2 в / в в 1‑й и 8‑й дни в / в каждые 3 нед.
- Гемцитабин 1000 мг / м2 в / в в 1‑й и 8‑й дни + цисплатин 75 мг / м2 в / в в 1‑й день (или карбоплатин AUC5 в / в в 1‑й день) каждые 3 нед.
- Циклофосфамид 50 мг / сут. внутрь ежедневно + метотрексат по 2,5 мг внутрь 2 раза в день в 1‑й и 2‑й дни каждой недели (метрономный режим).

### Виды оперативных вмешательств

#### Органосохраняющие операции
Органосохраняющие операции — радикальное удаление опухоли в пределах здоровой ткани с удовлетворительным косметическим результатом.
- Лампэктомия.
- Радикальная секторальная резекция (по Блохину).
- Квадрантэктомия с лимфаденэктомией.
- Гемимастэктомия с лимфаденэктомией.
- Субтотальная резекция с лимфаденэктомией.
- Подкожная мастэктомия с лимфаденэктомией.

#### Радикальные операции
- Радикальная мастэктомия по Мадден.
- Радикальная мастэктомия по Пэйти.
- Радикальная мастэктомия по Холстеду.
- Расширенная радикальная модифицированная мастэктомия.
- Расширенная радикальная подмышечно-грудинная мастэктомия.
- Мастэктомия по Пирогову.

## Неспецифическое влияние на рак молочной железы

### Влияние препаратов, не показанных для лечения РМЖ

#### Липофильные статины
Липофильный статин Симвастатин снижал риск рецидива рака молочной железы у больных I—III стадий; такая связь не отмечалась при приёме гидрофильных статинов.

#### Бета-адреноблокаторы
Бета-адреноблокаторы могут увеличить длительность безрецидивной выживаемости при трижды негативном раке молочной железы.

### Влияние пищевых продуктов

#### Кофе
У пациенток с эстроген-положительным раком молочной железы (ER+), принимавших Тамоксифен и при этом выпивавших 2 и более чашки кофе в день, отмечалась более низкая вероятность рецидива по сравнению с больными, употреблявших меньшее количество кофе.

## Профилактика
Первичная профилактика рака проводится по следующим направлениям:
- Онкогигиеническая профилактика.
- Биохимическая профилактика.
- Медико-генетическая профилактика.
- Иммунобиологическая профилактика.
- Эндокринно-возрастная профилактика.

## Психологические аспекты заболевания
Эмоциональное воздействие на человека, связанное с постановкой диагноза, процедурой лечения и проблемами социальной адаптации, подчас чрезвычайно глубоко.
Многие клиники, занимающихся профилактикой и лечением раковых заболеваний, работает в сотрудничестве с реабилитационными группами, которые специальными психотерапевтическими методами создают поддерживающие условия с целью подготовки к лечению больных с установленным диагнозом и помощи тем, кто продолжает жизнь после предпринятого лечения.
Существуют и онлайн реабилитационные группы, общение в которых может быть удобно определённой категории больных, в частности тогда, когда они крайне не уверены в себе, застенчивы и имеют отрицательный образ самих себя, связанный с болезнью. Зачастую общение с больными, не профессионалами в медицине, может вызывать неоправданное волнение.